# Будјоновск
Буђоновск (рус. Будённовск) град је у Русији, у Ставропољском крају. Према попису становништва из 2010. у граду је живело 64.628 становника.

## Географија
Површина града износи 62,1 km².

## Историја
Будјоновск су основали 1799. јерменски насељеници из Дербента. Током Другог светског рата, Будјоновск је окупирала немачка војска од 18. августа 1942. до 10. јануара 1943.
Чеченски сепаратисти су јуна 1995. узели за таоце особље и пацијенте болнице у Будјоновску.

## Становништво
Према прелиминарним подацима са пописа, у граду је 2010. живело 64.628 становника, 1.059 (1,61%) мање него 2002.
| 1939.  | 1959.  | 1970.  | 1979.  | 1989.  | 2002.  | 2010.  |
| ------ | ------ | ------ | ------ | ------ | ------ | ------ |
| 23.150 | 27.895 | 35.768 | 45.568 | 55.350 | 65.687 | 64.628 |